# Weserflug P.2127
O Weserflug P.2127 foi um projecto da Weserflug para uma aeronave de reconhecimento aéreo de curto alcance. Seria um avião bimotor com cauda dupla e um cockpit desenhado para uma boa observação aérea.